# Grzebień aerodynamiczny

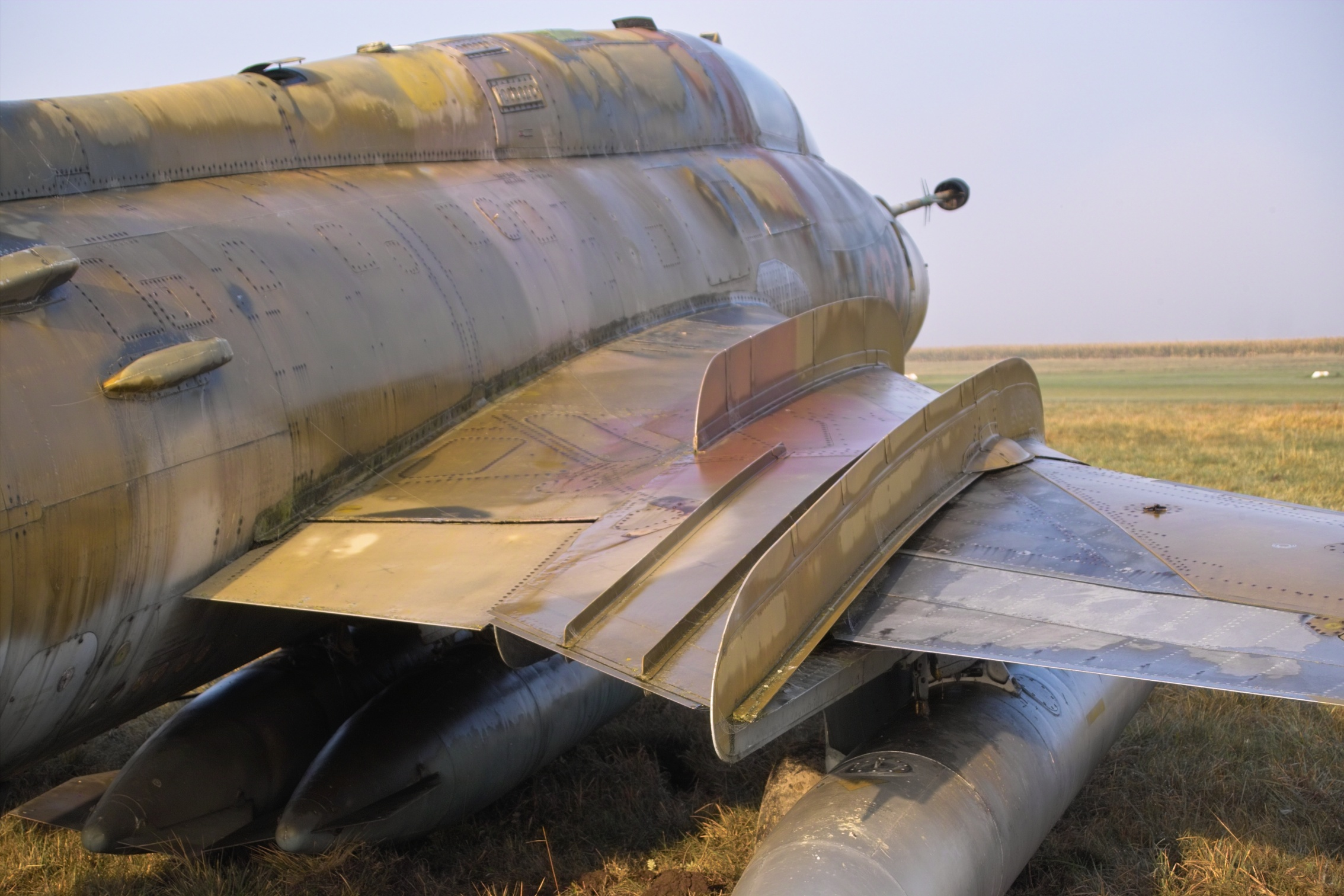
Grzebienie aerodynamiczne widoczne na skrzydle samolotu Su-22

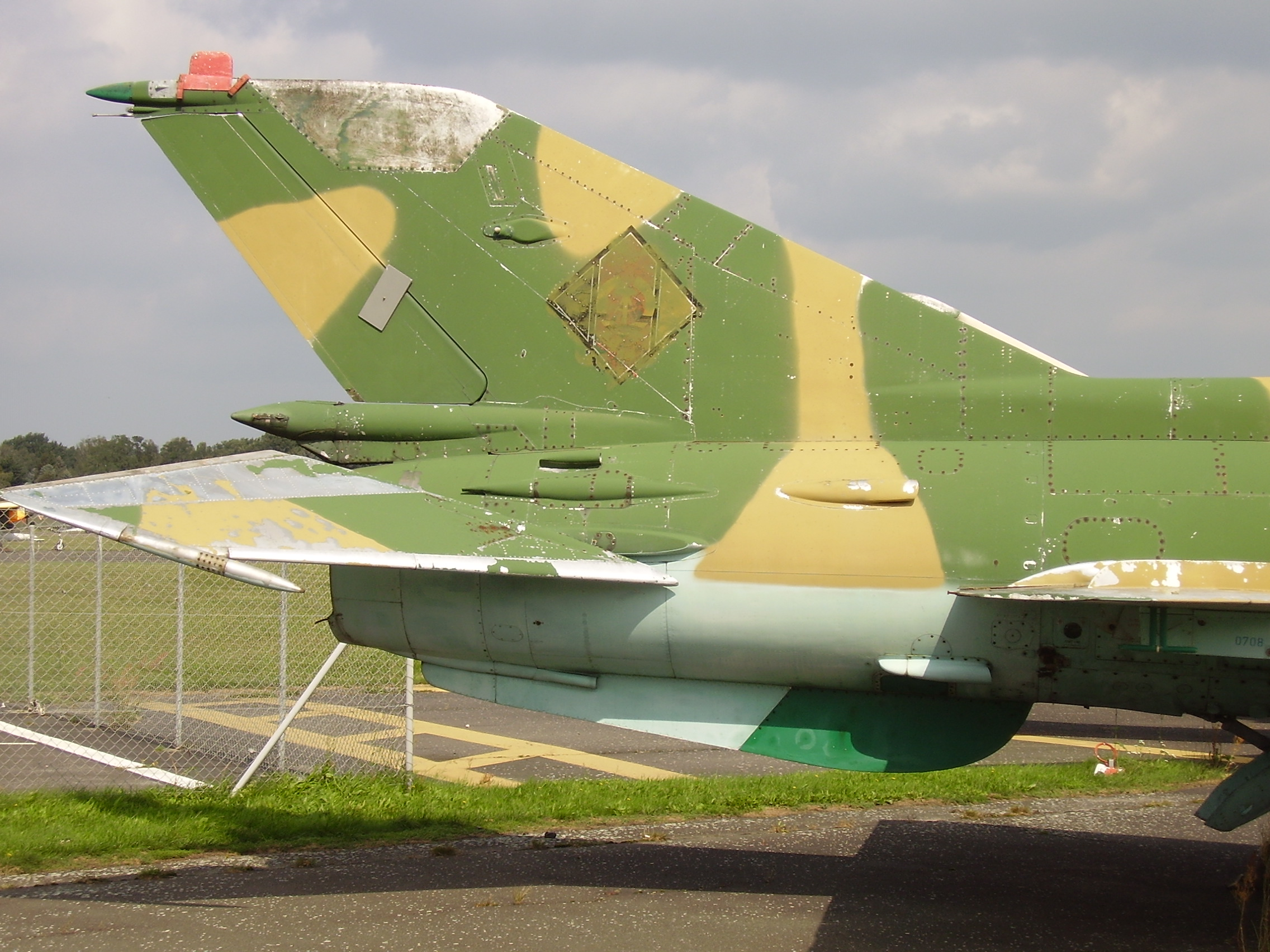
Podkadłubowa kierownica aerodynamiczna na samolocie MiG-21

Grzebień aerodynamiczny (kierownica aerodynamiczna, kierownica strug) – rodzaj podłużnej płyty umieszczonej na skrzydle, zwykle na jego górnej powierzchni, równolegle do płaszczyzny symetrii samolotu. Na całej szerokości (cięciwie) lub tylko części skrzydła. Polepsza sterowność poprzeczną i stateczność kierunkową samolotów. Zapobiega przemieszczaniu się warstwy przyściennej opływającego skrzydło powietrza w kierunku jego końca, stabilizuje równowagę poprzeczną i podłużną samolotu.
Opływające skrzydło strugi powietrza w przypadku skrzydeł skośnych, mają tendencje do przemieszczania się w kierunku końcówek skrzydeł. Konsekwencją nierównoległego opływania płata przez strugi powietrza jest zaburzenie równowagi samolotu. Umieszczenie grzebieni na górnej powierzchni płata przeciwdziała temu zjawisku. W przypadku osiągania przez samolot zaopatrzony w skrzydła skośne lub trójkątne krytycznej liczby Macha na płacie mogą pojawić się lokalne fale uderzeniowe wywołane przekroczeniem prędkości dźwięku przez opływające skrzydło powietrze, konsekwencją takich lokalnych zaburzeń jest oderwanie się strug powietrza od płata, rozprzestrzeniających się na całą jego powierzchnię. Takie oderwanie może nastąpić niesymetrycznie, a tym samym zaburzać równowagę poprzeczną samolotu powodując opadanie na jedno lub drugie skrzydło w zależności od miejsca wystąpienia oderwania strug. Zastosowanie grzebieni zapobiega takiej możliwości. Zapobiegając utracie sterowności poprzecznej samolotu, grzebienie zwiększają efektywność lotek i klap.
Grzebienie aerodynamiczne można również spotkać w części podkadłubowej samolotu. Zadaniem umieszczonego tam pojedynczego grzebienia lub ich zestawu jest zapobieganie nadmiernemu przemieszczaniu się opływającego kadłub powietrza podczas ślizgu samolotu na jedną, lub drugą stronę. Dzięki takiemu rozwiązaniu wzrasta stateczność kierunkowa samolotu podczas lotu z niewielkimi prędkościami i dużych kątach natarcia. Podkadłubowy grzebień może również pełnić funkcję stopki oporowej, na której oprze się samolot podczas lądowania przy maksymalnym ugięciu amortyzatorów. Zastosowanie grzebieni aerodynamicznych ma również swoje złe strony, pogarszają doskonałość aerodynamiczną płatowca, zwiększając jego opór.